# ميشيل لاكروا (فيلسوف)
ميشال لاكروا (بالفرنسية: Michel Lacroix)‏ فيلسوف وكاتب فرنسي معاصر، وُلِد عام 1946 حائز على جائزة الفلسفة من الأكاديمية الفرنسية،
```
وعلى جائزة علم النفس عام 2009 عن بحثه "من أجل حياة أفضل"
```

له ما يزيد عن خمسة عشرَ مؤلَّفاً منها:
ـ في آداب السلوك، 1990 والذي نال عنه جائزة الفلسفة من الأكاديمية الفرنسية.
ـ من أجل أخلاق كونيّة، 1994
```
ـ إيديولوجيا العصر الحديث، 1996
ـ مبدأ نوح، أو: أخلاق الأمان، 1997 
```